# Robyn Young
Robyn Young (Oxford, settembre 1975) è una scrittrice britannica specializzata in romanzi storici.
Ha raggiunto il successo con la trilogia di "Brethren", ambientata nel periodo storico dell'ultima crociata, che è stata pubblicata in 15 paesi. I suoi libri sono pubblicati in lingua italiana dalla Editrice Nord.

## Biografia
Nata a Brighton, dove vive tuttora, ha frequentato l'University of Sussex dove ha conseguito un master in scrittura creativa.
È stata fra i membri fondatori della "Historical Writers Association".

## Opere

### Trilogia di Brethren
- Anima Templi (Brethren) - (Nord, 2007, ISBN 9788842914747 - Tea, 2009, ISBN 9788850217458)
- Crociata (Crusade) - (Nord, 2008, ISBN 9788842914754 - Tea, 2010, ISBN 9788850220939)
- Requiem (Requiem) - (Nord, 2009, ISBN 9788842914761 - Tea, 2011, ISBN 9788850224456)

### Trilogia dell'Insurrezione
- Il condottiero (Insurrection) - (Nord, 2012, ISBN 9788842918547)
- Renegade - 2013
- Kingdom - 2014

### Altri
- Sons of the Blood - 2016
- Court of Wolves - 2018